# Pawel Sergejewitsch Bobrischtschew-Puschkin

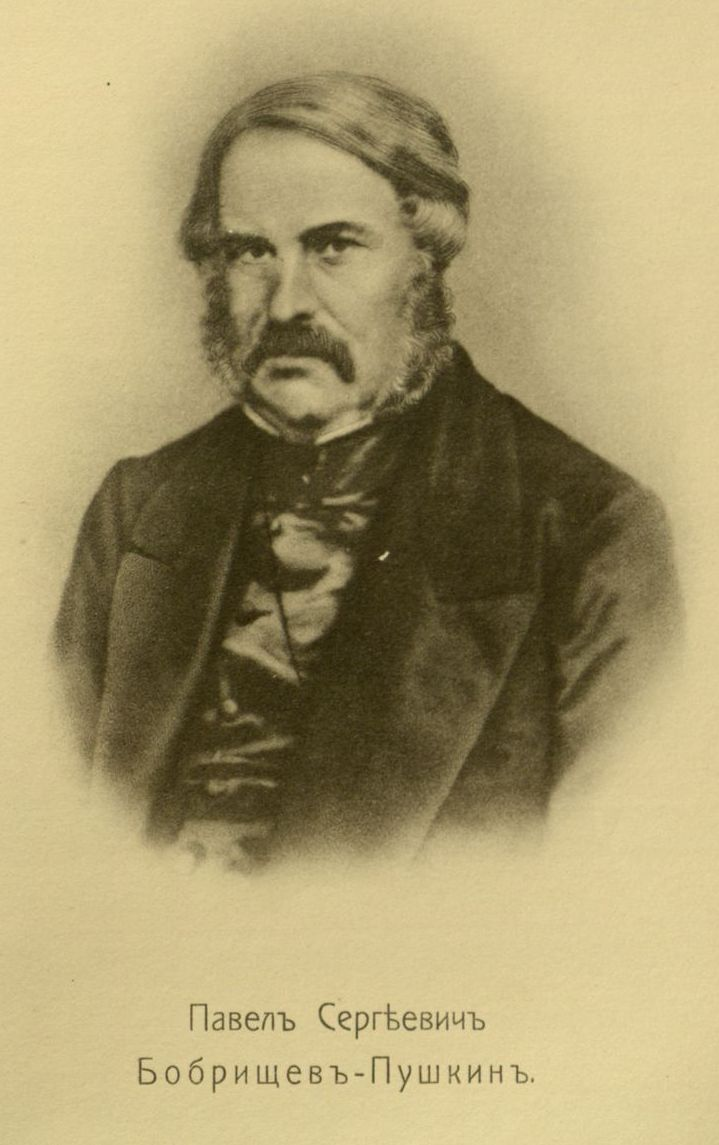
Pawel Bobrischtschew-Puschkin

Pawel Sergejewitsch Bobrischtschew-Puschkin (russisch Павел Сергеевич Бобрищев-Пушкин, wiss. Transliteration Pavel Sergeevič Bobriščev-Puškin; * 15. Julijul. / 27. Juli 1802greg. in Moskau; † 13. Februarjul. / 25. Februar 1865greg. ebenda) war ein russischer Leutnant, Poet und Dekabrist. Gemeinsam mit Iwan Puschtschin übersetzte er in der sibirischen Verbannung Pascals Gedanken. Das Manuskript der Übertragung ging verloren.

## Leben
Pawel und sein älterer Bruder Nikolai hatten noch neun Geschwister (zwischen 1801 und 1819 geboren). Der Vater Sergei Pawlowitsch Bobrischtschew-Puschkin aus dem Adelsgeschlecht der Bobrischtschew-Puschkins, Gutsbesitzer auf dem Dorf Jegnyschewka im Landkreis Alexin im Oblast Tula, war mit Natalja Nikolajewna Oserowa verheiratet.
Pawel wurde zunächst von Hauslehrern erzogen und besuchte dann das Internat für adlige Knaben der Moskauer Universität. Er schrieb Gedichte und Fabeln. Ein paar von seinen Versuchen wurden 1817 in der russischsprachigen Zeitschrift Kalliope publiziert. Am 31. Januar 1818 trat er in die Moskauer Junkerschule ein, absolvierte diese am 10. März 1819 zusammen mit seinem Bruder Nikolai als Fähnrich und studierte als angehender Offizier den Bau von Feldbefestigungen. Vom April 1820 bis 1824 war er im Gouvernement Podolien bei der 2. Armee als Geodät tätig. Für seine Arbeit wurde er im April 1822 mit dem Orden der Heiligen Anna ausgezeichnet. Am 29. März 1825 wurde er in dieser Truppe zum Leutnant-Quartiermeister befördert.
1822 war Pawel dem Geheimen Südbund der Dekabristen beigetreten. Der Anführer Pawel Pestel wies Pawel, dessen Bruder Nikolai und Nikolai Fjodorowitsch Saikin an, die Russkaja prawda, das war die Verfassung des Südbundes, auf dem Gelände eines der Güter der Bobrischtschew-Puschkins zu vergraben. Alexei Juschnewski bestand auf dem Verbrennen der Konstitution. Dies geschah nicht. Die Russkaja prawda wurde 1826 ausgegraben und den Dekabristen zum Verhängnis.

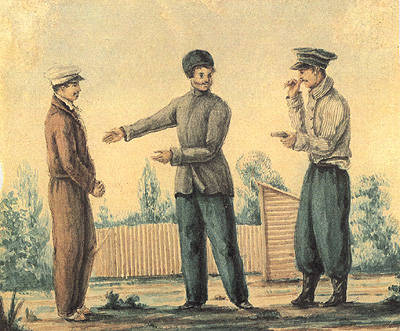
Nikolai Petrowitsch Repin um 1829: Iwan Jakuschkin, Pawel Bobrischtschew-Puschkin und Michael Küchelbecker im Hof des Ostrog Tschita.

Pawel wurde am 8. Januar 1826 in Tultschyn verhaftet und am 10. Juli in Sankt Petersburg zu zwölf Jahren Katorga verurteilt. Das Urteil wurde am 22. August 1826 auf acht Jahre Katorga reduziert. Am 27. Januar 1827 aus der Peter-und-Paul-Festung auf den Weg nach Sibirien geschickt, erreichte Pawel am 17. März das Ostrog Tschita. Im Gefängnis Tschita arbeitete er als Zimmermann und verfasste einen Artikel zur Etymologie. Einige seiner Fabeln wurden im Tschitaer Umkreis nach und nach bekannt. Ab September 1830 war Pawel Häftling in der Katorga Peter-Hütte. In jener „Zuchthäusler-Akademie“ dozierte er im Fach Höhere Mathematik, rief eine religiöse Kongregation ins Leben und leitete philosophische Dispute.
Am 8. November 1832 wurde Pawel aus der Zwangsarbeit in der Peter-Hütte entlassen und in Wercholensk zwangsangesiedelt. 1833 wurde ihm die Übersiedelung nach Krasnojarsk gestattet. Dort betreute er den inzwischen geisteskranken Bruder Nikolai. Gegen Ende des Jahres 1839 durfte er seinen Bruder nach Tobolsk begleiten. Nikolai wurde in die dortige Nervenheilanstalt eingewiesen. Pawel lebte im Hause des Dekabristen Pjotr Nikolajewitsch Swistunow. Den Tobolskern half der Geodät bei der Bauprojektierung ihrer Häuser. Während der Tobolsker Choleraepidemie anno 1848 pflegte er zusammen mit seinem Freund Michail Fonwisin um die siebenhundert Kranke.
Alexander II. erlaubte Pawel am 11. Januar 1856 die Rückkehr in die alte Heimat. Am 1. Februar brach Pawel mit dem Bruder in Tobolsk auf und kam am 31. März bei seiner Schwester auf dem Gut Korostino im Gouvernement Tula an. Pawel starb im Hause von Natalja Fonwisina und wurde auf dem Wagankowoer Friedhof beerdigt.